# Edmund Murphy
Edmund Murphy (1828-1866) fue un médico, y botánico irlandés. Fue miembro del "Real Colegio de Médicos de Glasgow".

## Algunas publicaciones
- 1849. The agricultural instructor, or farmers' class-book. 83 pp.
- 1846. A treatise on the agricultural grasses. 87 pp.
- 1844. A Treatise on the Agricultural Grasses. Editor W. Curry, Jun. & Co. 84 pp.
- 1835. Irish farmer's and gardener's magazine and register of rural affairs. Vol. 2. Con Martin Doyle. Editor William Curry, Jun. & Co. viii+633 pp.

## Eponimia
- (Solanaceae) Solanum murphyi I.M.Johnst.[2]